# Johan van der Velde
Johan van der Velde (né le 12 décembre 1956 à Rijsbergen) est un coureur cycliste néerlandais.

## Biographie
Johan van der Velde commence sa carrière professionnelle en 1978 dans l'équipe TI-Raleigh. Il brille dès cette première saison en remportant le Tour de Grande-Bretagne, le Tour des Pays-Bas et le Tour de Romandie. L'année suivante, il participe à son premier Tour de France, dont il prend la 14e place en participant aux deux victoires de TI-Raleigh en contre-la-montre par équipes.
En 1980, il est sacré Champion des Pays-Bas sur route et ajoute le Critérium du Dauphiné libéré à son palmarès. Il prend à nouveau part au Tour et assiste Joop Zoetemelk dans sa conquête du maillot jaune. TI-Raleigh remporte à nouveau les deux contre-la-montre par équipes et Johan van der Velde est désigné meilleur jeune en terminant 12e. Il termine encore douzième en 1981 en remportant deux étapes.
Il remporte une première grande classique, Liège-Bastogne-Liège, en 1981. Il est cependant déclassé pour dopage. Il gagne en 1983 le Championnat de Zurich.
À nouveau champion des Pays-Bas en 1982, il termine sur le podium du Tour de France, derrière le vainqueur Bernard Hinault et Zoetemelk, passé chez Coop-Mercier-Mavic.
À partir de 1984, Johan van der Velde court dans des équipes italiennes. Il se mêle davantage aux sprints massifs, ce qui lui permet de s'adjuger trois étapes du Tour d'Italie et d'en remporter trois fois le classement par points.
Il fait un bref retour dans l'équipe de Peter Post en 1986. Il remporte une étape du Tour de France cette année-là et porte pendant deux jours le maillot jaune.
Son passage au col de Gavia sur le Tour d'Italie 1988 est resté célèbre. Arrivé en tête au sommet enneigé, il termine l'étape avec 47 minutes de retard sur le vainqueur après avoir été paralysé par le froid dans la descente.
Ayant mis fin à sa carrière en 1989, il avoue avoir consommé des amphétamines : « Chaque jour, un nouveau critérium. C'est détestable mais il faut gagner de l'argent. Alors pour tenir le coup, on prend des amphétamines tous les deux ou trois jours. Durant le Tour, c'est tous les jours la même chose : une injection le matin et des pilules le soir ». 
Son frère Theo a également été coureur dans les années 1980. Ses fils Alain et Ricardo sont aussi cyclistes professionnels.
Après avoir travaillé pendant 25 ans « dans le métal », il devient chauffeur de bus de la nouvelle équipe néerlandaise Roompot en 2015.

## Palmarès

### Palmarès amateur
- 1977
  - Omloop van de Mijnstreek
  - 3e et 5e étapes du Tour de la province de Liège
  - 2e du Tour de l'Avenir
  - 3e du Tour de la province de Liège
  - 3e du Tour du Limbourg

### Palmarès professionnel
- 1978
  - Tour de Romandie :
    - Classement général
    - 1re et 5e étapes

  - Tour de Grande-Bretagne :
    - Classement général
    - 4e étape

  - Tour des Pays-Bas :
    - Classement général
    - 4e étape

  - 8e de Paris-Tours
- 1979
  - 2e étape du Tour de Romandie
- 1980
  -  Champion des Pays-Bas sur route
  - Critérium du Dauphiné libéré :
    - Classement général
    - 8e étape

  -  Classement du meilleur jeune du Tour de France :
  - 2e étape du Tour des Pays-Bas
  - 1re, 4ea, 4eb et 5e étapes du Tour de Catalogne
  - 2e du Tour de Catalogne
  - 3e de la Nokere Koerse
  - 3e du Grand Prix du Midi libre
  - 4e du Tour de Romandie
  - 7e du Championnat de Zurich
  - 9e de Liège-Bastogne-Liège
  - 10e du Rund um den Henninger Turm
- 1981
  - 5ea étape du Tour de Romandie
  - Prologue du Critérium du Dauphiné libéré
  - 4eb étape du Grand Prix du Midi libre
  - 2e et 21e étapes du Tour de France
  - 4e étape du Tour des Pays-Bas
  - 1re, 2ea et 4e étapes du Tour de Catalogne
- 1982
  -  Champion des Pays-Bas sur route
  - 5ea étape du Tour des Pays-Bas
  - 2e étape du Tour de Catalogne
  - 3e du Tour de France
  - 3e de Paris-Bruxelles
  - 6e de Gand-Wevelgem
  - 6e de Liège-Bastogne-Liège
  - 8e du Rund um den Henninger Turm
  - 10e du Tour des Flandres
- 1983
  - 5e étape de la Semaine catalane
  - Championnat de Zurich
  - 2e du Circuit des Ardennes flamandes - Ichtegem
  - 3e du Circuit de la région frontalière
  - 6e du Circuit Het Volk
  - 8e du Tour des Flandres
- 1984
  - 5ea étape du Tour de Romandie
  - 2e du Trofeo Laigueglia
  - 3e du championnats des Pays-Bas sur route
  - 3e de Milan-Vignola
  - 3e de la Semaine cycliste internationale
  - 4e de Paris-Roubaix
  - 5e du Tour d'Italie
  - 8e de Tirreno-Adriatico
  - 9e du Championnat de Zurich
- 1985
  - 5e étape du Tour de Romandie
  -  Classement par points du Tour d'Italie
  - Coppa Bernocchi
  - 2e du Tour de l'Etna
  - 3e du Trophée Pantalica
  - 3e du Tour du Frioul
  - 9e du championnat du monde sur route
- 1986
  - Flèche brabançonne
  - 19e étape du Tour d'Italie
  - 5e étape du Tour de France
  - 6e de Paris-Roubaix
  - 9e du Championnat de Zurich
  - 10e de la Flèche wallonne
- 1987
  - Tour d'Italie :
    -  Classement par points
    - 16e et 17e étapes

  - 3e étape du Tour de Suisse
  - 9e du Tour d'Italie
- 1988
  -  Classement par points du Tour d'Italie

### Résultats sur les grands tours

#### Tour de France
6 participations
- 1979 : 14e
- 1980 : 12e,  vainqueur du classement du meilleur jeune
- 1981 : 12e, vainqueur des 2e et 21e étapes
- 1982 : 3e
- 1983 : abandon (18e étape)
- 1986 : 52e, vainqueur de la 5e étape,  maillot jaune pendant 2 jours

#### Tour d'Italie
6 participations
- 1984 : 5e
- 1985 : 22e,  vainqueur du classement par points
- 1986 : 16e, vainqueur de la 19e étape
- 1987 : 9e,  vainqueur du classement par points, vainqueur des 16e et 17e étapes
- 1988 : 65e,  vainqueur du classement par points
- 1989 : non-partant (11e étape)

## Distinctions
- Cycliste espoirs néerlandais de l'année : 1977